# 서울 이윤탁 한글영비
서울 이윤탁 한글영비(李允濯 한글靈碑)는 묵재 이문건이 1535년 태릉 조성부지에 있던 아버지 이윤탁의 묘를 이전하여 어머니 고령 신씨의 묘와 합장하면서 직접 글을 쓰고 글씨를 새겨 1536년 묘 앞에 세운 비이다. 1974년 서울특별시의 유형문화재 제27호 한글고비로 지정되었다가, 2007년 대한민국의 보물 제1524호로 지정되면서 지정명칭도 이윤탁 한글 영비로 변경되었다.

## 역사
이 비석은 묵재(黙齋) 이문건(李文楗)이 부친인 이윤탁(李允濯)의 묘를 모친인 고령(高靈) 신씨(申氏)의 묘와 합장하면서 1536년(중종 36년)에 묘 앞에 세운 묘비이다. 이 묘비에는 앞면과 뒷면에 각각 묘주의 이름과 그 일대기가 새겨져 있고, 왼쪽과 오른쪽에도 한글과 한문으로 경계문이 새겨져 있다.
이윤탁은 중종 때 승문원 부정자를 지냈다. 원래 묘는 1535년에 태릉 자리에 있었으나, 국가가 그 지역을 수복하면서 이장을 해야 했다. 이장을 하면서 아들 이문건이 부모의 묘가 다시 파헤쳐지는 일이 없도록 비석에 경계문을 새긴 것이다.
비는 사각의 받침돌 위에 비몸만을 세워둔 간결한 구조로, 비몸의 윗변 양쪽을 비스듬하게 다듬었다. 서쪽면에는 한글 30자가 기록되어 있는데, 이윤탁의 셋째 아들인 이문건이 글을 짓고 글씨를 새긴 것으로, 묘의 훼손을 경계하는 내용이다.

녕ᄒᆞᆫ비라거운사ᄅᆞᄆᆞᆫᄌᆡ화ᄅᆞᆯ니브리라
이ᄂᆞᆫ글모ᄅᆞᄂᆞᆫ사ᄅᆞᆷᄃᆞ려알위노라

‘영(靈)한 비(碑)라. 거운 사람은 재화(災禍)를 입으리라. 이는 글(한문) 모르는 사람더러 알리노라.’

이 비석은 1968년에 다시 발견되었다. 1974년 서울특별시의 유형문화재로 지정되었다.
1989년 대한주택공사는 중계2지구 택지개발사업을 진행하였는데, 왕복 6차선 도로가 이 묫자리를 지나가게 되어, 묘지와 묘비를 옮기 위한 요청을 했다. 그러나 서울시 문화재위원회와 성주 이씨 종중이 반대하여 병목이 생긴 채로 도로를 개통해서 쓰다가, 1998년 묘를 도로 바깥으로 15m 옮기기로 합의하여 묘비와 함께 이장을 했다.
2007년 대한민국의 보물로 격상되었다. 2012년 도로명 주소를 도입하면서 묫자리 옆을 지나가는 6차선 도로에 ‘한글비석로’라는 이름이 붙었다.

## 의의
비를 세운 1536년은 훈민정음이 반포된 지 90년이 지난 후의 일이다. 글씨는 한글창제 당시와 똑같은 글씨에 서민적인 문체로 쓰여져 있다. 남아있는 ‘한글비’중에서 가장 오래된 것으로 평가되고 있으며, 아직 한글이 널리 사용되지 못했던 시기에 과감히 ‘한글묘비’를 세웠다는 점에서 그 가치는 더욱 돋보이며 국어사에 중요한 자료가 된다.
이 ‘한글영비’는 국어생활사에서 다음과 같은 중요한 가치를 지닌다. 첫째, 중종 31년(1536) 당시 한글이 얼마나 널리 알려져 있는가를 증명해주는 자료이다. 둘째, ‘한글영비’에 새겨진 한글의 서체는 훈민정음이 창제된 직후의 서체, 즉 <훈민정음 해례본>의 서체와 <용비어천가> 서체의 중간형의 성격을 지닌다. 셋째, 이 비석의 글은 비석의 이름인 ‘영비(靈碑)’를 제외하고는 국한 혼용이 아닌 순 국문으로 쓰여 있다. 본격적으로 한글로만 쓴 문헌은 18세기에나 등장하나 이 ‘한글영비’는 16세기에 이미 순국문으로만 쓰인 문장이라 할 수 있다. 넷째, ‘한글영비’는 언해문이 아닌 원 국문 문장이다. 15세기 이후 한문 원문을 번역한 언해문이 한글자료의 주종을 이루었으나 이 ‘한글영비’는 짧은 문장이긴 하나 처음부터 우리말로 쓰인 문장으로, 한글이 한문 번역도구가 아닌 우리의 생각과 느낌을 직접 전달하는 도구로 변화하였음을 증명하는 것이다. 다섯째, ‘한글영비’에 쓰인 국어 현상은 이 당시의 언어를 잘 반영하여 당시 국어를 이해하는 데 도움을 준다.

## 사진

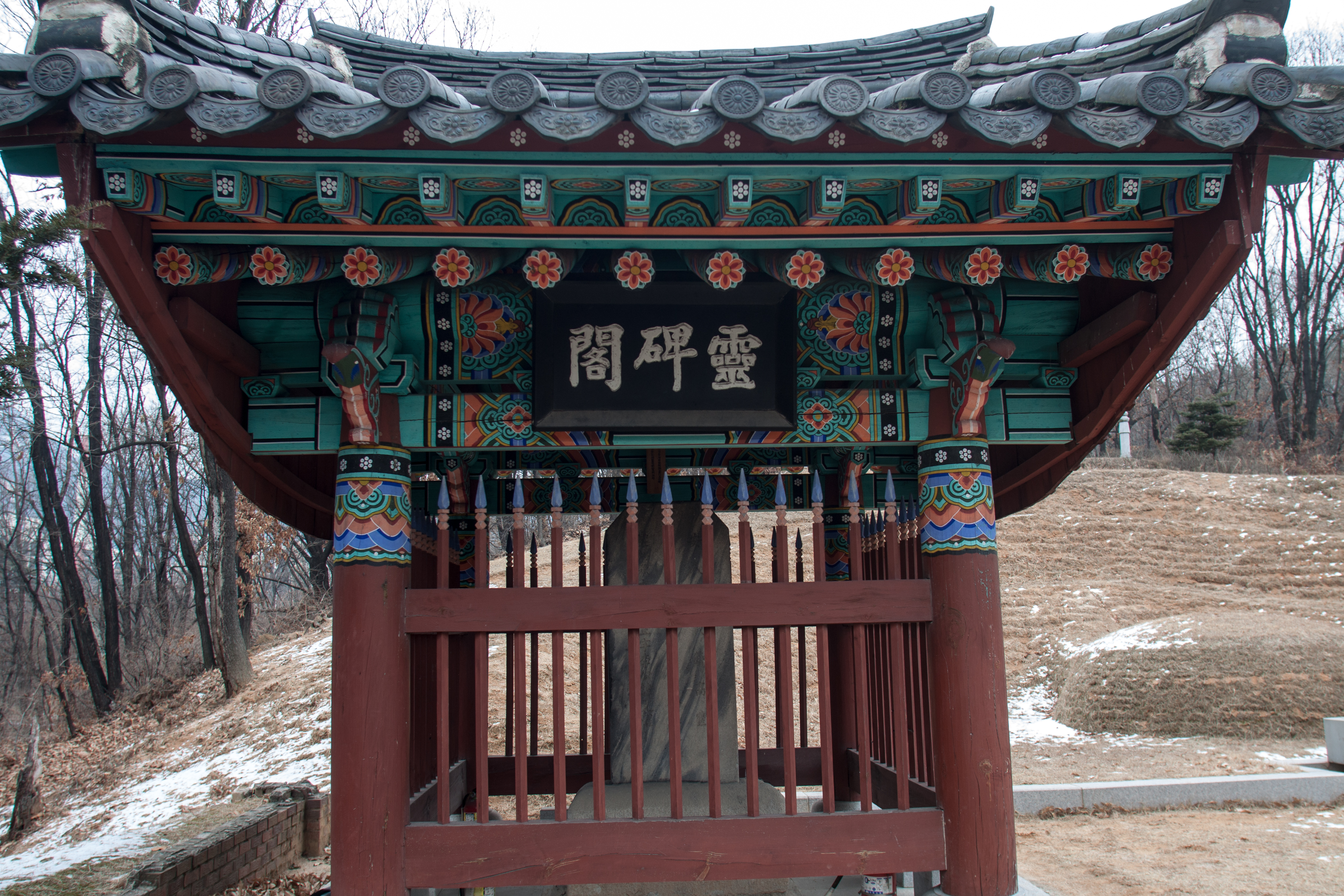
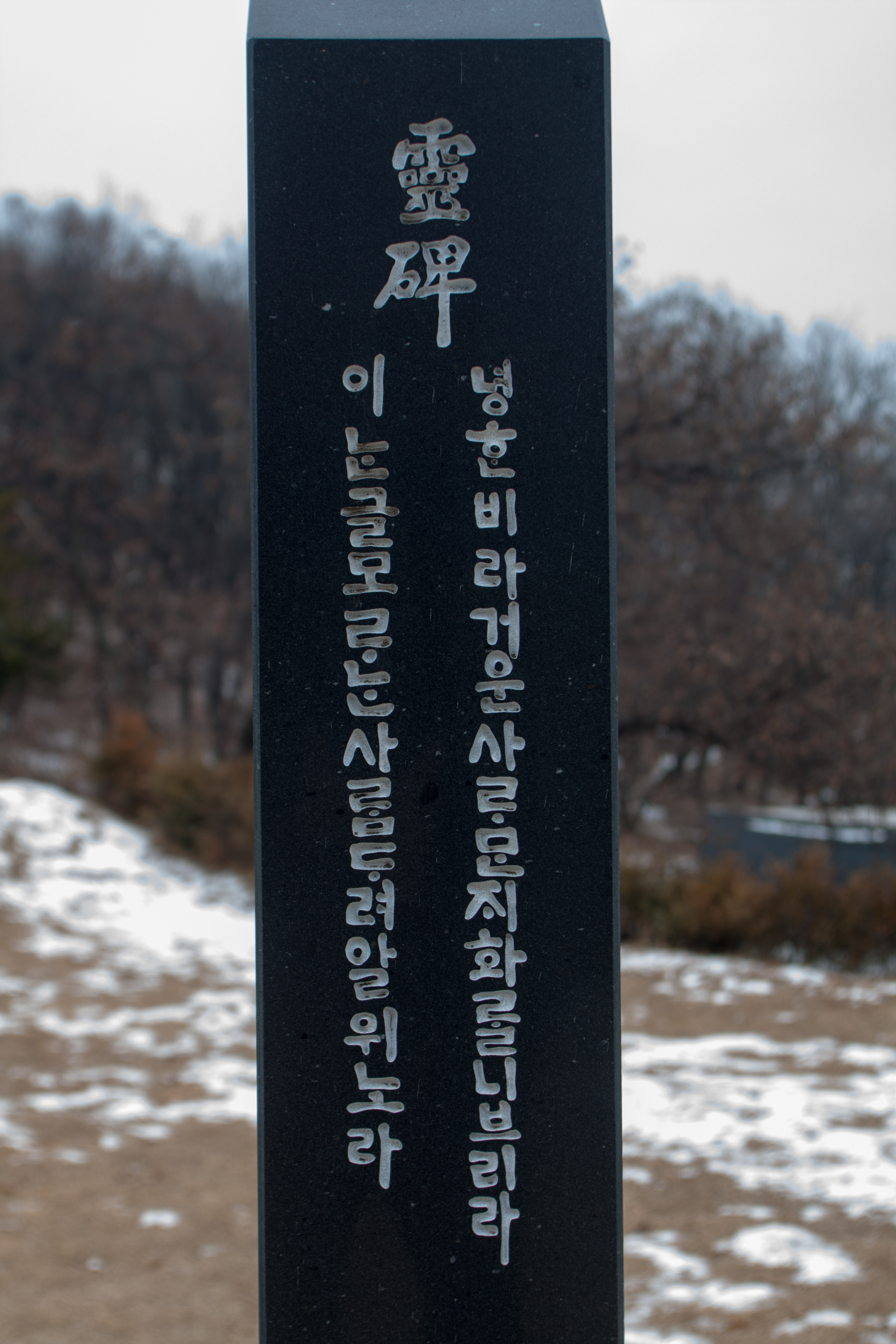
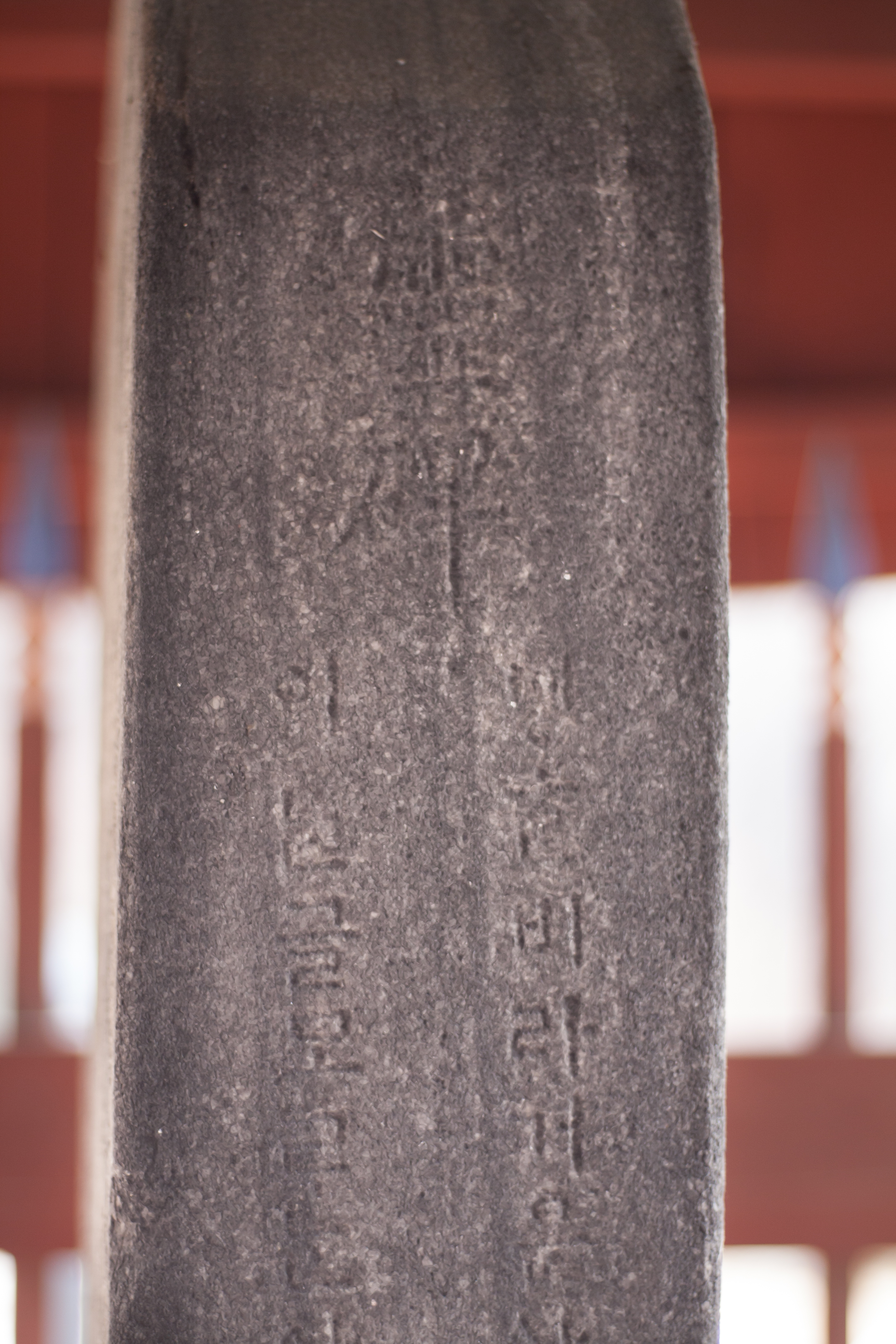
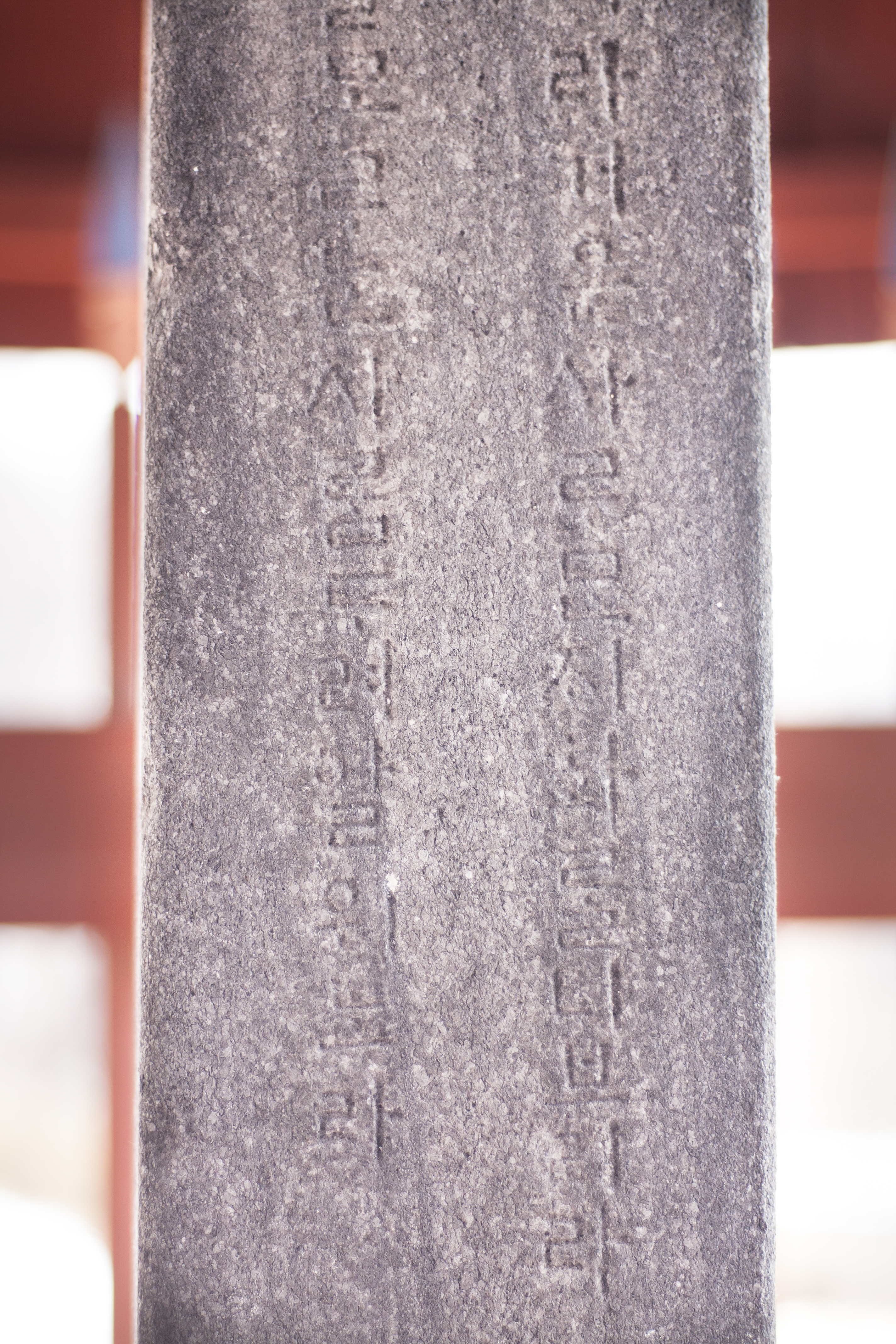

## 같이 보기
- 인흥군 묘 및 신도비 — 1685년 세워진 한글 비.

## 참고 자료
- 서울이윤탁한글영비 - 한국민족문화대백과사전
- 서울 이윤탁 한글영비 - 국가유산청 국가유산포털

 본 문서에는 서울특별시에서 지식공유 프로젝트를 통해 퍼블릭 도메인으로 공개한 저작물을 기초로 작성된 내용이 포함되어 있습니다.